# Copa del Rei de futbol 1926
La Copa del Rei de futbol 1926 va ser la 24ena edició de la Copa d'Espanya.

## Detalls
La competició es disputà entre el 28 de febrer i el 16 de maig de 1926. Per primer cop, els finalistes dels campionats regionals també podien participar al torneig.
Equips participants:
- Aragó: Iberia SC, Zaragoza CD
- Astúries: Sporting de Gijón, Fortuna de Gijón
- Cantàbria: Racing de Santander, Gimnástica de Torrelavega
- Castella i Lleó: Cultural y Deportiva Leonesa, Real Unión Deportiva
- Catalunya: FC Barcelona, RCD Espanyol
- Galícia: Celta de Vigo, Deportivo de La Coruña
- Guipúscoa: Real Unión, Reial Societat
- Múrcia: Reial Múrcia, Cartagena FC
- Regió Centre: Reial Madrid, Athletic Madrid
- Regió Sud: Sevilla FC, Reial Betis
- País Valencià: València CF, Llevant FC
- Biscaia: Athletic Club, Arenas Club

## Fase de grups

### Grup 1
| Equip        | PJ | G | E | P | GF | GC | Pts |
| ------------ | -- | - | - | - | -- | -- | --- |
| RCD Espanyol | 4  | 4 | 0 | 0 | 15 | 3  | 8   |
| València CF  | 4  | 1 | 0 | 3 | 12 | 9  | 2   |
| Iberia SC    | 4  | 1 | 0 | 3 | 5  | 20 | 2   |

| València CF | 1-4 | RCD Espanyol |
| ----------- | --- | ------------ |
|             |     |              |

| Iberia SC | 3-1 | València CF |
| --------- | --- | ----------- |
|           |     |             |

| RCD Espanyol | 6-1 | Iberia SC |
| ------------ | --- | --------- |
|              |     |           |

| RCD Espanyol | 2-0 | València CF |
| ------------ | --- | ----------- |
|              |     |             |

| València CF | 10-0 | Iberia SC |
| ----------- | ---- | --------- |
|             |      |           |

| Iberia SC | 1-3 | RCD Espanyol |
| --------- | --- | ------------ |
|           |     |              |

### Grup 2
| Equip        | PJ | G | E | P | GF | GC | Pts |
| ------------ | -- | - | - | - | -- | -- | --- |
| FC Barcelona | 4  | 4 | 0 | 0 | 19 | 1  | 8   |
| Zaragoza CD  | 4  | 1 | 1 | 2 | 7  | 13 | 3   |
| Llevant FC   | 4  | 0 | 1 | 3 | 4  | 16 | 1   |

| FC Barcelona | 5-0 | Llevant FC |
| ------------ | --- | ---------- |
|              |     |            |

| Llevant FC | 2-2 | Zaragoza CD |
| ---------- | --- | ----------- |
|            |     |             |

| Zaragoza CD | 0-7 | FC Barcelona |
| ----------- | --- | ------------ |
|             |     |              |

| Llevant FC | 1-4 | FC Barcelona |
| ---------- | --- | ------------ |
|            |     |              |

| Zaragoza CD | 5-1 | Llevant FC |
| ----------- | --- | ---------- |
|             |     |            |

| FC Barcelona | 3-0 | Zaragoza CD |
| ------------ | --- | ----------- |
|              |     |             |

### Grup 3
| Equip        | PJ | G | E | P | GF | GC | Pts |
| ------------ | -- | - | - | - | -- | -- | --- |
| Reial Madrid | 4  | 3 | 0 | 1 | 11 | 6  | 6   |
| Sevilla FC   | 4  | 2 | 1 | 1 | 8  | 5  | 5   |
| Reial Múrcia | 4  | 0 | 1 | 3 | 5  | 13 | 1   |

| Reial Múrcia | 2-2 | Sevilla FC |
| ------------ | --- | ---------- |
|              |     |            |

| Reial Madrid | 6-2 | Reial Múrcia |
| ------------ | --- | ------------ |
|              |     |              |

| Sevilla FC | 0-1 | Reial Madrid |
| ---------- | --- | ------------ |
|            |     |              |

| Sevilla FC | 3-0 | Reial Múrcia |
| ---------- | --- | ------------ |
|            |     |              |

| Reial Múrcia | 1-2 | Reial Madrid |
| ------------ | --- | ------------ |
|              |     |              |

| Reial Madrid | 2-3 | Sevilla FC |
| ------------ | --- | ---------- |
|              |     |            |

### Grup 4
| Equip           | PJ | G | E | P | GF | GC | Pts |
| --------------- | -- | - | - | - | -- | -- | --- |
| Athletic Madrid | 4  | 3 | 0 | 1 | 11 | 6  | 6   |
| Reial Betis     | 4  | 3 | 0 | 1 | 10 | 5  | 6   |
| Cartagena FC    | 4  | 0 | 0 | 4 | 2  | 12 | 0   |

| Reial Betis | 3-0 | Cartagena FC |
| ----------- | --- | ------------ |
|             |     |              |

| Cartagena FC | 1-2 | Athletic Madrid |
| ------------ | --- | --------------- |
|              |     |                 |

| Athletic Madrid | 3-1 | Reial Betis |
| --------------- | --- | ----------- |
|                 |     |             |

| Cartagena FC | 0-3 | Reial Betis |
| ------------ | --- | ----------- |
|              |     |             |

| Athletic Madrid | 4-1 | Cartagena FC |
| --------------- | --- | ------------ |
|                 |     |              |

| Reial Betis | 3-2 | Athletic Madrid |
| ----------- | --- | --------------- |
|             |     |                 |

- Desempat:

| Athletic Madrid | 4-2 | Reial Betis |
| --------------- | --- | ----------- |
|                 |     |             |

 Madrid

### Grup 5
| Equip             | PJ | G | E | P | GF | GC | Pts |
| ----------------- | -- | - | - | - | -- | -- | --- |
| Celta de Vigo     | 4  | 3 | 0 | 1 | 19 | 7  | 6   |
| Sporting de Gijón | 4  | 3 | 0 | 1 | 16 | 7  | 6   |
| Cultural Leonesa  | 4  | 0 | 0 | 4 | 3  | 24 | 0   |

| Celta de Vigo | 9-0 | Cultural Leonesa |
| ------------- | --- | ---------------- |
|               |     |                  |

| Sporting de Gijón | 3-1 | Celta de Vigo |
| ----------------- | --- | ------------- |
|                   |     |               |

| Cultural Leonesa | 2-6 | Sporting de Gijón |
| ---------------- | --- | ----------------- |
|                  |     |                   |

| Cultural Leonesa | 1-5 | Celta de Vigo |
| ---------------- | --- | ------------- |
|                  |     |               |

| Celta de Vigo | 4-3 | Sporting de Gijón |
| ------------- | --- | ----------------- |
|               |     |                   |

| Sporting de Gijón | 4-0 | Cultural Leonesa |
| ----------------- | --- | ---------------- |
|                   |     |                  |

- Desempat:

| Celta de Vigo | 5-0 | Sporting de Gijón |
| ------------- | --- | ----------------- |
|               |     |                   |

 Madrid

### Grup 6
| Equip                | PJ | G | E | P | GF | GC | Pts |
| -------------------- | -- | - | - | - | -- | -- | --- |
| Deportivo La Coruña  | 4  | 3 | 0 | 1 | 19 | 7  | 6   |
| Real Unión Deportiva | 4  | 1 | 1 | 2 | 7  | 11 | 3   |
| Fortuna de Gijón     | 4  | 1 | 1 | 2 | 4  | 12 | 3   |

| Real Unión Deportiva | 4-2 | Deportivo La Coruña |
| -------------------- | --- | ------------------- |
|                      |     |                     |

| Deportivo La Coruña | 9-0 | Fortuna de Gijón |
| ------------------- | --- | ---------------- |
|                     |     |                  |

| Fortuna de Gijón | 2-0 | Real Unión Deportiva |
| ---------------- | --- | -------------------- |
|                  |     |                      |

| Deportivo La Coruña | 6-2 | Real Unión Deportiva |
| ------------------- | --- | -------------------- |
|                     |     |                      |

| Fortuna de Gijón | 1-2 | Deportivo La Coruña |
| ---------------- | --- | ------------------- |
|                  |     |                     |

| Real Unión Deportiva | 1-1 | Fortuna de Gijón |
| -------------------- | --- | ---------------- |
|                      |     |                  |

### Grup 7
| Equip            | PJ | G | E | P | GF | GC | Pts |
| ---------------- | -- | - | - | - | -- | -- | --- |
| Real Unión       | 4  | 3 | 0 | 1 | 12 | 8  | 6   |
| Athletic Club    | 4  | 1 | 1 | 2 | 8  | 9  | 3   |
| Racing Santander | 4  | 1 | 1 | 2 | 7  | 10 | 3   |

| Real Unión d'Irun | 2-1 | Racing Santander |
| ----------------- | --- | ---------------- |
|                   |     |                  |

| Athletic Club | 1-3 | Real Unión d'Irun |
| ------------- | --- | ----------------- |
|               |     |                   |

| Racing Santander | 1-1 | Athletic Club |
| ---------------- | --- | ------------- |
|                  |     |               |

| Racing Santander | 4-3 | Real Unión d'Irun |
| ---------------- | --- | ----------------- |
|                  |     |                   |

| Real Unión d'Irun | 4-2 | Athletic Club |
| ----------------- | --- | ------------- |
|                   |     |               |

| Athletic Club | 4-1 | Racing Santander |
| ------------- | --- | ---------------- |
|               |     |                  |

### Grup 8
| Equip                  | PJ | G | E | P | GF | GC | Pts |
| ---------------------- | -- | - | - | - | -- | -- | --- |
| Reial Societat         | 4  | 4 | 0 | 0 | 18 | 5  | 8   |
| Arenas Club de Getxo   | 4  | 2 | 0 | 2 | 11 | 11 | 4   |
| Gimnástica Torrelavega | 4  | 0 | 0 | 4 | 3  | 16 | 0   |

| Gimnástica Torrelavega | 0-5 | Reial Societat |
| ---------------------- | --- | -------------- |
|                        |     |                |

| Reial Societat | 5-3 | Arenas Club de Getxo |
| -------------- | --- | -------------------- |
|                |     |                      |

| Arenas Club de Getxo | 4-1 | Gimnástica Torrelavega |
| -------------------- | --- | ---------------------- |
|                      |     |                        |

| Reial Societat | 4-1 | Gimnástica Torrelavega |
| -------------- | --- | ---------------------- |
|                |     |                        |

| Arenas Club de Getxo | 1-4 | Reial Societat |
| -------------------- | --- | -------------- |
|                      |     |                |

| Gimnástica Torrelavega | 1-3 | Arenas Club de Getxo |
| ---------------------- | --- | -------------------- |
|                        |     |                      |

## Fase final
|  | Quarts de final         | Quarts de final | Quarts de final |   |                         | Semifinals | Semifinals |  |  | Final                          | Final                          |
|  | 18 i 25 d'abril         | 18 i 25 d'abril | 18 i 25 d'abril |   |                         | 9 de maig  | 9 de maig  |  |  | 16 de maig, Mestalla, València | 16 de maig, Mestalla, València |
|  |                         |                 |                 |   |                         |            |            |  |  |                                |                                |
|  | RCD Espanyol            | 6               | 0               |   |                         |            |            |  |  |                                |                                |
|  | Athletic Club de Madrid | 1               | 2               |   |                         |            |            |  |  |                                |                                |
|  | Athletic Club de Madrid | 1               | 2               |   | Athletic Club de Madrid | 3          |            |  |  |                                |                                |
|  |                         |                 |                 |   | Athletic Club de Madrid | 3          |            |  |  |                                |                                |
|  |                         | Celta de Vigo   | 2               |   |                         |            |            |  |  |                                |                                |
|  | Celta de Vigo           | Celta de Vigo   | 2               | 2 | 2                       |            |            |  |  |                                |                                |
|  | Celta de Vigo           |                 |                 | 2 | 2                       |            |            |  |  |                                |                                |
|  | Reial Societat          | 1               | 2               |   |                         |            |            |  |  |                                |                                |
|  |                         |                 |                 |   |                         |            |            |  |  | Athletic Club de Madrid        | 2                              |
|  |                         |                 | FC Barcelona    | 3 |                         |            |            |  |  |                                |                                |
|  | Reial Madrid FC         | 1               | 0               |   |                         |            |            |  |  |                                |                                |
|  | FC Barcelona            | 5               | 3               |   |                         |            |            |  |  |                                |                                |
|  | FC Barcelona            | 5               | 3               |   | FC Barcelona            | 2          |            |  |  |                                |                                |
|  |                         |                 |                 |   | FC Barcelona            | 2          |            |  |  |                                |                                |
|  |                         | Real Unión Club | 1               |   |                         |            |            |  |  |                                |                                |
|  | Real Unión Club         | Real Unión Club | 1               | 3 | 4                       |            |            |  |  |                                |                                |
|  | Real Unión Club         |                 |                 | 3 | 4                       |            |            |  |  |                                |                                |
|  | Deportivo La Coruña     | 0               | 3               |   |                         |            |            |  |  |                                |                                |

## Quarts de final

### Anada
| RCD Espanyol | 6-1 | Athletic Madrid |
| ------------ | --- | --------------- |
|              |     |                 |

| Celta de Vigo | 2-1 | Reial Societat |
| ------------- | --- | -------------- |
|               |     |                |

| Reial Madrid | 1-5 | FC Barcelona |
| ------------ | --- | ------------ |
|              |     |              |

| Real Unión d'Irun | 3-0 | Deportivo La Coruña |
| ----------------- | --- | ------------------- |
|                   |     |                     |

### Tornada
| Athletic Madrid | 2-0 | RCD Espanyol |
| --------------- | --- | ------------ |
|                 |     |              |

| Reial Societat | 2-2 | Celta de Vigo |
| -------------- | --- | ------------- |
|                |     |               |

| FC Barcelona | 3-0 | Reial Madrid |
| ------------ | --- | ------------ |
|              |     |              |

| Deportivo La Coruña | 3-4 | Real Unión d'Irun |
| ------------------- | --- | ----------------- |
|                     |     |                   |

### Desempat
| Athletic Madrid | 3-2 | RCD Espanyol |
| --------------- | --- | ------------ |
|                 |     |              |

## Semifinals
| Athletic Madrid | 3-2 | Celta de Vigo |
| --------------- | --- | ------------- |
|                 |     |               |

 Bilbao
| FC Barcelona | 2-1 | Real Unión d'Irun |
| ------------ | --- | ----------------- |
|              |     |                   |

 Saragossa

## Final
| FC Barcelona                                                    | 3 - 2 (pr.) | Athletic Madrid                 |
| --------------------------------------------------------------- | ----------- | ------------------------------- |
| Josep Samitier 62' · Francesc Just 63' · Paulino Alcántara 112' |             | 16' Palacios · 58' (pen.) Cosme |

## Campió
| Campions de la Copa d'Espanya 1926 |
| ---------------------------------- |
| · Futbol Club Barcelona · 7è títol |